# Vrbovnik (Trnovo, république serbe de Bosnie)
Pour les articles homonymes, voir Vrbovnik.
Vrbovnik (en serbe cyrillique : Врбовник) est un village de Bosnie-Herzégovine. Il est situé sur le territoire de la ville d'Istočno Sarajevo, dans la municipalité de Trnovo et dans la république serbe de Bosnie. Selon les premiers résultats du recensement bosnien de 2013, il ne compte aucun habitant.
Après la guerre de Bosnie-Herzégovine et à la suite des accords de Dayton (1995), le territoire du village de Vrbovnik a été partagé entre la municipalité de Trnovo (république serbe de Bosnie) et celle de Trnovo, fédération de Bosnie-et-Herzégovine.

## Géographie
Le village est situé au nord-est de Trnovo, au bord de la rivière Željeznica, un affluent droit de la Bosna.

## Démographie

### Évolution historique de la population dans la localité
| 1948 | 1953 | 1961 | 1971 | 1981 | 1991 | 2013 |
| ---- | ---- | ---- | ---- | ---- | ---- | ---- |
| -    | -    | 91   | 60   | 57   | 53   | 0    |

|  |